# Joseph Güttler
Joseph Güttler, auch Josef Güttler (* 8. Dezember 1841 in Hain, Kreis Habelschwerdt; † 13. Oktober 1912 in Langenbrück, Kreis Habelschwerdt) war ein schlesischer Chorrektor und Komponist. 

## Leben
Güttler erhielt seine Ausbildung am Breslauer Lehrerseminar von Seminarmusiklehrer August Schnabel, dem Sohn des Komponisten Joseph Ignaz Schnabel, und war zu dieser Zeit ein eifriger Sänger in der Breslauer „Singakademie“. Von 1872 bis 1903 wirkte er als Hauptlehrer und Chorrektor in Langenbrück, wo er auch starb.
Güttler galt als hervorragender Organist. Als Komponist war er beeinflusst von der Breslauer Schule um Kirchenmusiker wie Joseph Ignaz Schnabel und Moritz Brosig. Er komponierte rund 450 kirchenmusikalische Werke. Sein Gesamtwerk wird auf etwa 600 Kompositionen geschätzt, von denen viele verloren gegangen sein dürften, weil die Manuskripte zur Herstellung von Abschriften von Hand zu Hand wanderten und oft nicht mehr an den Komponisten zurückgegeben wurden. Damit gilt er neben Ignaz Reimann als einer der produktivsten Komponisten Schlesiens. Güttlers lateinische Messen waren um 1900 die nach den Werken von Josef Gruber und Ignaz Reimann in Österreich meistaufgeführten Messvertonungen. Seine Werke sind volkstümlich schlicht gehalten und an die aufführungstechnischen Möglichkeiten kleiner Ensembles und Landchöre angepasst.

## Werke
Messen
- Messe C-Dur op. 25 „Sonntagsmesse“ RISM ID: 605019573, RISM ID: 605018608
- Messe G-Dur op. 43 „Pastoral-Messe“ RISM ID: 1001130233
- Messe F-Dur op. 46 „Zweite Sonntagsmesse“ RISM ID: 605019631, RISM ID: 1001276063
- Messe C-Dur op. 53 „Deutsche Messe“ RISM ID: 605000679
- Messe B-Dur op. 64 „Sonntagsmesse Nr. 3“
- Messe Es-Dur op. 71 „Kaiser-Messe“, „IV. Sonntagsmesse“ RISM ID: 605018852, RISM ID: 605018104, RISM ID: 1001004998, RISM ID: 1001130237
- Messe G-Dur op. 73 „5. Sonntagsmesse“ RISM ID: 605018850, RISM ID: 1001130235
- Messe G-Dur op. 80 „Jubiläums-Messe“ RISM ID: 1001130236
- Messe F-Dur op. 87 RISM ID: 605021005
- Messe C-Dur op. 89 „2. Messe in C“ RISM ID: 605001830
- Messe G-Dur op. 93 RISM ID: 605021007
- Messe F-Dur op. 97 (einstimmig) RISM ID: 605001831
- Messe op. 98 „Messe zu Ehren der heiligen Caecilia“ RISM ID: 605019507
- Missa I. hon. S. Familiae Jesu, Maria, Josephi op. 99
- Messe op. 104 „Papst-Pius-Messe“
- Kurze Messe op. 105 „Kurze Messe für die heilige Advents- und Fastenzeit“ RISM ID: 605021004
- Messe F-Dur op. 111 „Pastoralmesse Nr. 2“ RISM ID: 605017015
- Missa in hon. S. Josephi op. 119
- Messe F und C in honorem beatae Mariae Virginis op. 134 RISM ID: 605001321
- Missa in hon. St. Angelorum Custodum op. 136
- Vokal-Messe G-Dur op. 137
- Messe D-Dur op. 158 „Festmesse“ RISM ID: 605001322, RISM ID: 605019505
- Messe C-Dur op. 160 „Vokal-Messe“ RISM ID: 605001323
- Messe F-Dur op. 161 „Missa de Sabbato sancto“, „Messe für das Hochamt am Ostersonnabend“ RISM ID: 605001324, RISM ID: 1001130238

Requiems
- Requiem [Nr. 1?] As-Dur RISM ID: 605201367, RISM ID: 605018116, RISM ID: 605019457, RISM ID: 1001164645
- Requiem Nr. 2 Es-Dur op. 12 RISM ID: 605017013, RISM ID: 605019568, RISM ID: 550031070, RISM ID: 605201469
- Requiem Nr. 3 c-Moll op. 85 RISM ID: 650000565
- Requiem d-Moll op. 92 „Leichtes Requiem Nr. 4“ RISM ID: 605000680
- Requiem Nr. 5 op. 102 RISM ID: 605017166
- Requiem Nr. 6 op. 107 RISM ID: 605017147, RISM ID: 605018809
- Requiem Nr. 7 für Männerchor op. 118
- Requiem Nr. 8 op. 131
- Missa pro defunctis op. 135
- Missa pro defunctis C-Dur op. 138[5]

Werke für Singstimmen, Chor und Instrumente (teilweise ad libitum)
- Sei du mir gegrüßet op. 9 RISM ID: 653000616
- Litanei op. 10 RISM ID: 605000301, RISM ID: 605019586, RISM ID: 605020062
- Ave Maria für Bass solo op. 11 RISM ID: 600114910, RISM ID: 1001196377, RISM ID: 653000597, RISM ID: 653000605
- Der Heiland ist erstanden op. 14 RISM ID: 454010061
- Litanei zum Namen Jesu op. 15 RISM ID: 605019545, RISM ID: 1001270992, RISM ID: 605017030, RISM ID: 553007218
- 4 Pange lingua op. 26 RISM ID: 553004605
- Bei Bethlehem waren einst Hirten zur Nacht op. 36
- Sechs Begräbnislieder op. 47–52
- Pange lingua op. 54 RISM ID: 605019854, RISM ID: 605001833
- Ave Maria op. 55 RISM ID: 600114895
- Christus natus est nobis op. 58 RISM ID: 605020762
- Angelus Domini op. 59 RISM ID: 605020762
- Veni creator spiritus op. 60 RISM ID: 605020762
- Te Deum op. 69 RISM ID: 551000599
- Veni sancte spiritus op. 70 RISM ID: 605018750
- Schlaf Vater nun in stillen Frieden op. 76 RISM ID: 550270099
- 2 Osteroffertorien op. 77 (1. Terra tremuit et quievit; 2. Angelus Domini)
- 3 Lieder zur Gottesmutter op. 81 (1. Sei gegrüßt viel tausendmale; 2. Gegrüßet seist du Königin; 3. Gegrüßet seist du Maria) RISM ID: 653000612, RISM ID: 605017226, RISM ID: 1001005001
- Lauretanische Litanei op. 82 RISM ID: 605018819, RISM ID: 605019583
- Trauungslied. Reich gesegnet sei die Stunde op. 83
- Pastoral-Graduale und Offertorium op. 88
- Litanei op. 89 RISM ID: 553007217
- 4 Offertorien op. 96 RISM ID: 605000702, RISM ID: 605018009
- 10 Marienlieder op. 100 (1. Gegrüßt sei du, Maria; 2. Bitte an Maria; 3. Maria hilf!; 4. O Maria, Gnadenvolle; 5. Wie schön bist du, o Himmelsmaid; 6. Marien-Vergißmeinnicht; 7. Der Maienkönigin; 8. Maria, dir wir singen; 9. Makellose, Gnadensonne; 10. Gebet zu Maria) RISM ID: 605019476, RISM ID: 653000599
- 4 Tantum ergo op. 101 RISM ID: 605018667
- Asperges me und Vidi aquam op. 103 RISM ID: 605018874
- Sieben Offertorien für die Feste der seligsten Jungfrau Maria op. 106 (1. Ave Maria stella; 2. Ave Maria; 3. Assumpta est; 4. Beata est; 5. Ave Maria; 6. Past partum; 7. Ave Maria) RISM ID: 605017914, RISM ID: 653000606, RISM ID: 653000974, RISM ID: 653000605, RISM ID: 653000975
- 6 Lieder zum göttlichen Herzen Jesu op. 108
- Neun Begräbnislieder op. 110 (1. Das liebe treue Mutterherz; 2. Schlaf Vater [Mutter] nun in stillen Frieden; 3. Weine nicht etc.) RISM ID: 1001263339
- Gesänge zu den Prozessionen am Feste Maria Lichtmeß und am Palmsonntage op. 114
- Vier Lieder für die hl. Fastenzeit op. 115 (1. Lass mich deine Leiden singen; 2. Seht die Mutter voller Schmerzen; 3. Ach so ist denn Jesus tot; 4. Passionslied: In jener letzten der Nächte)
- Drei Lieder für die hl. Adventszeit op. 116 (1. Willkommen Gottes ew’ger Sohn; 2. Geliebtes und ersehntes Kind; 3. Maria sei gegrüßet)
- 2 Marienlieder op. 117 (1. O selige Jungfrau rein; 2. Die Treubewährte)
- Leichte Reponsorien zum Gebrauche beim katholischen liturgischen Gottesdienste op. 120
- 2 Weihnachtslieder op. 123 (1. Die Sonne sank, der Abend kam; 2. Nun ist die hehre Pracht der hl. Weihnacht)
- Zehn Offertorien op. 124
- 2 Kommunionlieder op. 125
- 7 Graduale für Marienfeste op. 126
- Zwei Lieder zum Einzuge eines Seelsorgers op. 127
- Lauretanische Litanei C-Dur op. 128 RISM ID: 605017020, RISM ID: 1001206040
- Mater divinae gratiae, ora pro nobis! Zwölf Marienlieder op. 129
- 6 leicht ausführbare lateinische Kirchengesänge op. 132 (1. Veni creator spiritus; 2. O salutaris hostia; 3. Vexilla regis prodeunt; 4. Rorate caeli; 5. Lauda Sion; 6. Ecce sacerdos magnus) RISM ID: 553007223
- 10 Offertorien op. 133 RISM ID: 605001325
- 12 Graduale op. 142 RISM ID: 605018764
- 2 Ave Maria op. 143 RISM ID: 605019860, RISM ID: 605018613, RISM ID: 653000786
- 4 Muttergotteslieder op. 146 (1. Maria, hilf; 2. Der schönste Gruß; 3. Bitte an die Gottesmutter; 4. Mariengrüße) RISM ID: 605019558
- Zwei Karfreitagslieder op. 165 (1. An dem Kreuzesbalken schwebte; 2. O brechet, ihr Augen) RISM ID: 605019711
- Nun ruht das Mutterherz das treue	op. 172 RISM ID: 550270098
- Veritas mea RISM ID: 605001541
- Domine Deus RISM ID: 605001542
- Inveni David RISM ID: 605019722
- Trauungs-Kantate. Glück und Segen, Glück und Heil RISM ID: 550270042
- Graduale und Offertorium. Constitues eos RISM ID: 605019730
- Regina caeli laetare RISM ID: 605018185
- Loquebantur variis linguis RISM ID: 605019725
- Tui sunt coeli. Weihnachtsoffertorium RISM ID: 605018006
- Dominabitur amare RISM ID: 605019871
- Emitte spiritum RISM ID: 605019885
- Libera RISM ID: 605018432
- Offertorium für das Christkönigsfest RISM ID: 605018504
- Tantum ergo RISM ID: 605017535
- O selige Nacht RISM ID: 653000620
- Benedixisti Domine RISM ID: 605002584
- Grablied. Wohl dir, du bist erlöset RISM ID: 605017665

Instrumentalwerke
- 12 kurze Präludien zum Gebrauch beim öffentlichen Gottesdienst für Orgel op. 95
- 12 Pastoral-Präludien für die hl. Weihnachtszeit op. 122
- Der Weg zum Grabe. Trauermarsch Nr. 1 für Blechinstrumente
- Trauermarsch Nr. 2 für Blechinstrumente

Schriften
- Elementar-Gesanglehre. Handbuch für Männer- und gemischte Gesangschöre. Opus 153. A. Pietsch, Ziegenhals in Schlesien [ca. 1900]

## Aufnahmen/Tonträger
- Lass mich deine Leiden singen. In: Christ ist erstanden. Werke von Ignaz Reimann, Joseph Güttler, Tomás Luis de Victoria und Amand Ferdinand Nentwig. Sängerbund Mühldorf e. V., Collegium Musicum Mühldorf, Josef Überacker (Orgel), Josef Rolle (Leitung). Aufnahme 1985. Wünschelburger Edition, F 669 302[6] (mehrfach auf CD wiederveröffentlicht[7]).[Anm. 1]

## Hörbeispiele
- Ave Maria est: 11. Joseph Güttler – Ave Maria (szóló: Tasnádi Ferencz) auf YouTube
- Sonntagsmesse, J. Guttler. Orquesta de Alumnos de la Escuela de Música Joaquín Turina, de Sevilla, y la Coral Exedra. Dirige Fran Muñoz-Reja auf YouTube
- Duo Dreiklang – Bei Bethlehem waren einst Hirten zur Nacht – Joseph Güttler Opus 36 auf YouTube
- Terra Tremuit – Easter Offertory GÜTTLER auf YouTube
- GÜTTLER – Terra Tremuit (offertorium easter) auf YouTube
- Tu sunt coeli (Josef Güttler) | Kirchenchor Kierling (ab 0:29:28) auf YouTube, Teil von: Christtag – 25. Dezember 2023 – Pastoralmesse in G (Liberatus Geppert)